# 앨런 웹스터
칼 앨런 웹스터(Carl Allen Webster, 1990년 2월 10일 ~ )는 미국의 야구 선수이자, 현 내셔널 리그 시카고 컵스의 투수이다.

## 미국 프로야구 시절
2008년에 LA 다저스에 입단하였다.

## 한국 프로야구 시절

### 삼성 라이온즈시절
2015년 시즌 후, 알프레도 피가로, 타일러 클로이드를 대신해 콜린 벨레스터와 함께 영입되었다. 6월 5일 한화와의 경기에서 종아리를 다쳤고, 회복 속도가 더뎌 방출됐다. 그의 대체 선수로 요한 플란데가 영입됐다. 2016 시즌 12경기에 등판해 4승 4패, 평균자책점 5.70을 기록했다.

## 미국 프로야구 복귀
2017년부터 텍사스 레인저스에서 활동했다.